# Grupo 4 de Astronautas da NASA

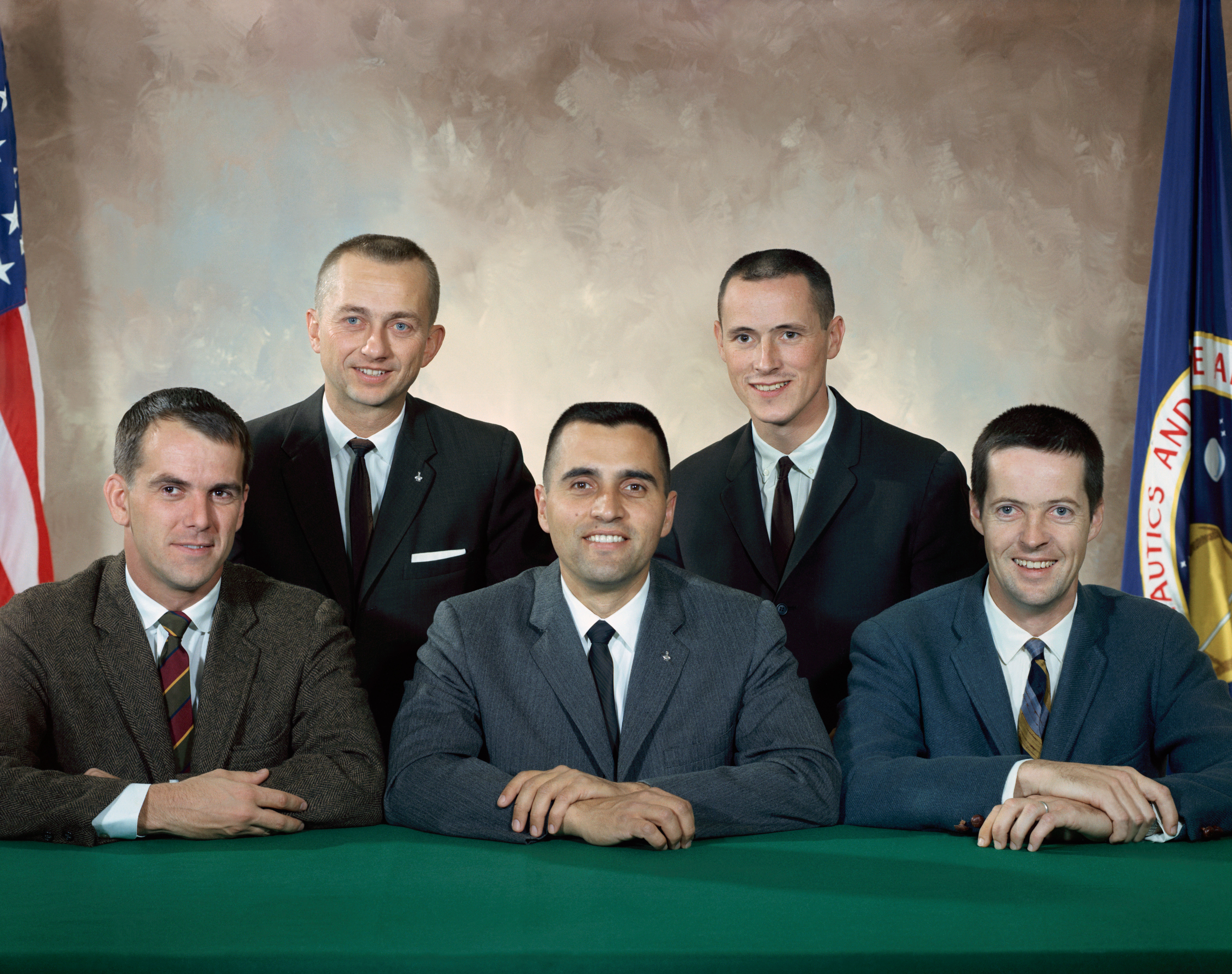
Cinco dos seis escolhidos em 1966. Esquerda para direita: Michel, Garriott, Schmitt, Gibson e Kerwin. O único ausente é Graveline.

O Grupo 4 de Astronautas da NASA, também chamado de Os Cientistas, foi um grupo de seis astronautas selecionado pela Administração Nacional da Aeronáutica e Espaço (NASA) para integrarem o programa espacial dos Estados Unidos. Foi o quarto grupo de astronautas da NASA e foram anunciados publicamente em junho de 1965. Os seis escolhidos eram: Owen Garriott, Edward Gibson, Duane Graveline, Joseph Kerwin, Curtis Michel e Harrison Schmitt.
Foi o primeiro grupo de astronautas da NASA escolhidos com base principalmente em experiência acadêmica, com mestrados ou doutorados em áreas de ciências naturais ou engenharia sendo um pré-requisito. Apesar de grupos anteriores terem sido escolhidos a partir de pilotos ou pilotos de teste, este requerimento foi abandonado e treinamento de pilotagem foi proporcionado pela NASA caso fosse necessário. A seleção inicial dos candidatos ficou com a Academia Nacional de Ciências, porém os pré-selecionados foram considerados "decepcionantes" e a NASA assumiu por completo a tarefa.
Dos seis escolhidos, quatro voaram para o espaço, com Michel e Graveline tendo saído da NASA antes de serem designados para alguma tripulação. Schmitt foi para a Lua em dezembro de 1972 na Apollo 17 e tornou-se a décima segunda pessoa a pisar na superfície lunar. Garriott, Gibson e Kerwin depois integraram todas as missões para a Skylab, a primeira estação espacial dos Estados Unidos. Garriott também foi o único do grupo a voar no Programa Ônibus Espacial.

## Astronautas
| Imagem | Nome                | Nascimento              | Falecimento             | Carreira | refs  |
| ------ | ------------------- | ----------------------- | ----------------------- | --- | ----- |
|        | Owen K. Garriott    | 22 de novembro de 1930  | 15 de abril de 2019     | Nascido em Enid, Oklahoma, formou-se em 1953 da Universidade de Oklahoma com um bacharelato em engenharia elétrica. Atuou como oficial de eletrônicos na Marinha entre 1953 e 1956. Conquistou um mestrado em 1957 e depois um doutorado em 1960 pela Universidade Stanford, ambos em engenharia elétrica. Trabalhou como professor assistente e professor associado de engenharia elétrica na Universidade Stanford de 1961 a 1965. Foi para o espaço pela primeira vez como piloto cientista da Skylab 3, passando 59 dias no espaço entre julho e setembro de 1973 a bordo da estação espacial Skylab. Voltou para o espaço em novembro de 1983 como especialista de missão da STS-9 no ônibus espacial Columbia, a primeira missão do Spacelab. Se aposentou da NASA em junho de 1986. | [ 1 ] |
|        | Edward G. Gibson    | 8 de novembro de 1936   |                         | Nascido em Buffalo, Nova Iorque, formou-se em engenharia pela Universidade de Rochester em 1959. Conquistou um mestrado de engenharia em propulsão a jato em 1960 e um doutorado de engenharia com física em 1964, ambos pelo Instituto de Tecnologia da Califórnia. Trabalhou como cientista de pesquisa da Philco entre 1964 e 1965. Foi para o espaço pela única vez como piloto cientista da Skylab 4 entre novembro de 1973 e fevereiro de 1974, batendo o recorde até então de voo espacial mais longo com 84 dias de duração. Se aposentou da NASA em outubro de 1982. | [ 2 ] |
|        | Duane E. Graveline  | 2 de março de 1931      | 5 de setembro de 2016   | Nascido em Newport, Vermont, formou-se em 1952 da Universidade de Vermont com um bacharelato em ciências e depois conquistou em 1955 um doutorado em medicina pela mesma instituição. Entrou na Força Aérea em 1955 e fez um estágio profissional no Centro Médico do Exército Walter Reed. Adquiriu um mestrado em saúde pública pela Universidade Johns Hopkins em 1958 e completou sua residência na Escola de Medicina Aeroespacial da Força Aérea em 1960. Deixou a NASA em agosto de 1965 antes de ser designado para uma tripulação. | [ 3 ] |
|        | Joseph P. Kerwin    | 19 de fevereiro de 1932 |                         | Nascido em Oak Park, Illinois, formou-se em 1953 com um bacharelato em filosofia pela Faculdade da Santa Cruz. Conquistou um doutorado em medicina pela Universidade do Noroeste em 1957 e fez sua residência no Hospital Geral do Distrito de Colúmbia. Entrou na Marinha em 1958 e cursou a Escola de Medicina da Aviação da Marinha. Foi piloto cientista da Skylab 2, a primeira missão Skylab tripulada, permanecendo no espaço por 28 dias entre maio e junho de 1973. Depois foi diretor do ramo orbital do Escritório dos Astronautas, representante da NASA na Austrália entre 1982 e 1983 e diretor de Ciências Espaciais e da Vida no Centro Espacial Lyndon B. Johnson até 1987. Se aposentou da NASA e da Marinha em março de 1987.                                           | [ 4 ] |
|        | F. Curtis Michel    | 5 de junho de 1934      | 26 de fevereiro de 2015 | Nascido em La Crosse, Wisconsin, formou-se no Instituto de Tecnologia da Califórnia em 1955 com um bacharelato em física. Trabalhou brevemente na divisão de mísseis da Firestone Tire and Rubber Company e serviu na Força Aérea entre 1955 e 1968. Conquistou em 1962 um doutorado em física pelo Instituto de Tecnologia da Califórnia. Tornou-se professor de ciências espaciais na Universidade Rice em julho de 1963. Deixou a NASA em setembro de 1969 antes de ser designado para uma tripulação. | [ 5 ] |
|        | Harrison H. Schmitt | 3 de junho de 1935      |                         | Nascido em Santa Rita, Novo México, formou-se em geologia com um bacharelato pelo Instituto de Tecnologia da Califórnia e 1957. Estudou por um ano na Universidade de Oslo na Noruega e depois conquistou um doutorado em geologia pela Universidade Harvard em 1964. Trabalhou como pesquisador no Centro de Astrogeologia do Serviço Geológico dos Estados Unidos. Foi para o espaço em dezembro de 1972 como piloto do módulo lunar da Apollo 17, a última missão do Programa Apollo, tornando-se a décima segunda pessoa a pisar na superfície da Lua. Depois disso participou da documentação dos resultados geológicos do Programa Apollo e se envolveu na organização do Escritório do Programa Energético da NASA. Se aposentou da NASA em agosto de 1975 e se elegeu senador.     | [ 6 ] |